# Зелёный (Ногинский район)
Зелёный — посёлок в Богородском городском округе Московской области России.
Расположен в 15 км от Москвы на востоке Московской области, на 32-м километре автомагистрали Волга.
Был построен на землях деревни Щемилово, относящейся к селу Воскресенскому (Родинки). В 1946 году вблизи деревни Щемилово строятся помещения Комплексной гидрогеологической экспедиции. В 1961 году в Щемилово из Москвы переезжает институт ВСЕГИНГЕО со всеми лабораториями и отделами, на его базе в 1974 году создается посёлок Зелёный. С 2006 по 2018 год входил в состав городского поселения Старая Купавна Ногинского района. C 2019 г.является частью Старокупавинской территории Богородского городского округа.
30 апреля 2015 года в посёлке открыт мемориал воинской славы.
Есть группа во ВКонтакте «Зелёный вместе», ведётся местным журналистом, действует как СМИ.

## Население
| 2002 | 2006  | 2010  |
| ---- | ----- | ----- |
| 2614 | ↘2566 | ↗4066 |